# Armadio della vergogna

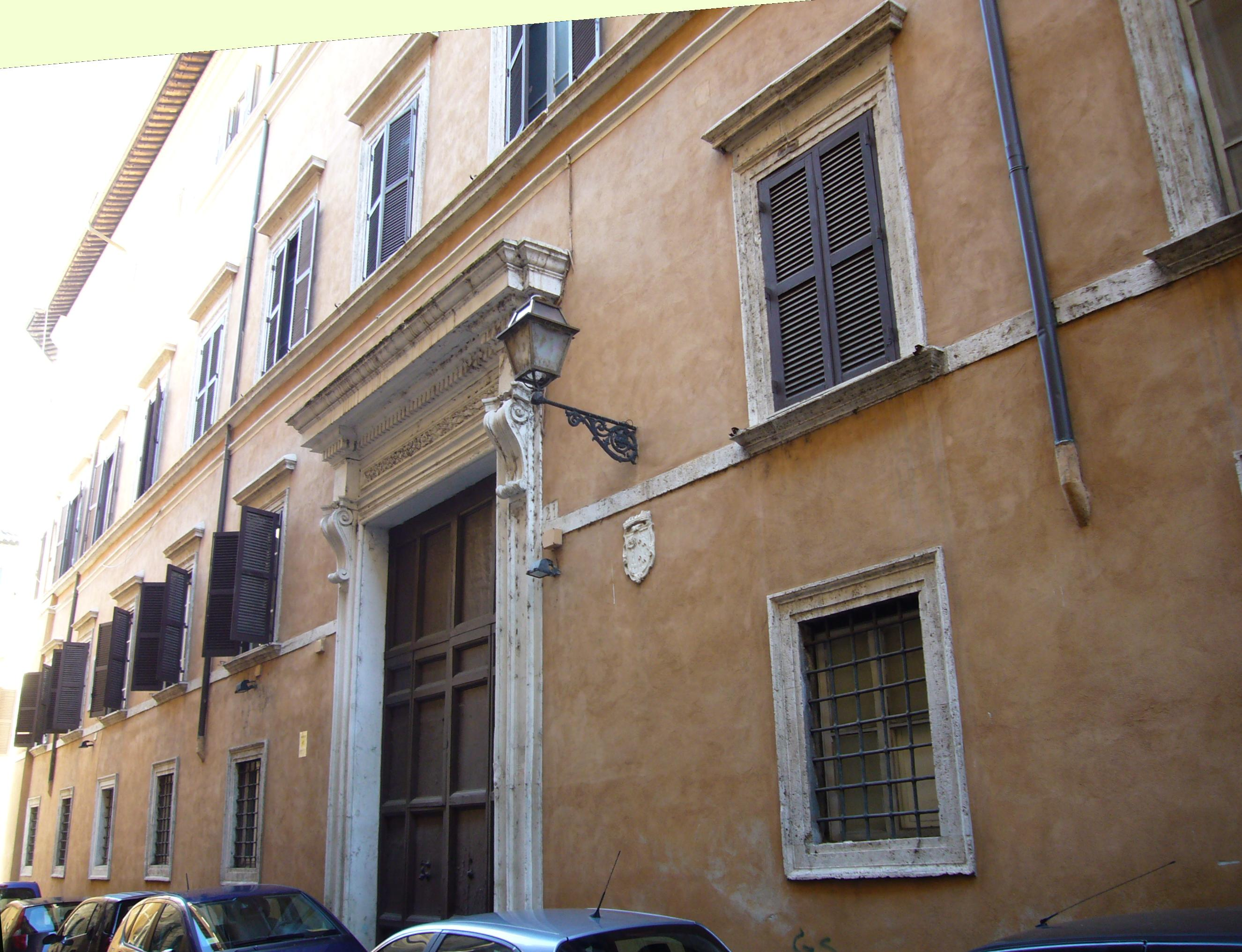
Palazzo Cesi-Gaddi dove nel 1994 venne trovato l'"Armadio della Vergogna".

Armadio della vergogna è un'espressione del giornalismo italiano usata per la prima volta dal cronista Franco Giustolisi in alcune inchieste per il settimanale L'Espresso.
Essa fa riferimento a un armadio, rinvenuto nel 1994 in un locale di palazzo Cesi-Gaddi in via degli Acquasparta nella città di Roma, nel quale erano contenuti fascicoli d'inchiesta riguardanti il periodo della seconda guerra mondiale. Si trattava di 695 dossier e un Registro Generale riportante 2.274 notizie di reato, raccolte dalla Procura generale del Tribunale supremo militare, relative a crimini di guerra commessi sul territorio italiano durante la campagna d'Italia (1943-1945) dalle truppe nazifasciste.

## Storia

### Il ritrovamento e le inchieste di Giustolisi
Nel 1994 il procuratore militare Antonino Intelisano (che si stava occupando del processo contro l'ex SS Erich Priebke) rinvenne in uno sgabuzzino della cancelleria della procura militare nel Palazzo Cesi-Gaddi, a Roma, un armadio, rimasto per anni con le ante rivolte verso il muro, nel quale c'erano documenti "archiviati provvisoriamente" decine di anni prima. Tra i documenti ritrovati anche un promemoria prodotto dal comando dello Special Operations Executive, dal titolo Atrocities in Italy ("Atrocità in Italia"), con stampigliato il timbro secret, frutto della raccolta delle testimonianze e dei risultati dei primi accertamenti effettuati sui casi di violenze da parte dei nazifascisti, che al termine della guerra era stato consegnato alla magistratura italiana.
Dopo il ritrovamento dei fascicoli, Franco Giustolisi e Alessandro De Feo denunciarono l'insabbiamento dei fascicoli processuali con una serie di inchieste: la prima pubblicata il 22 agosto 1996 dal titolo Una, cento, mille Ardeatine, la seconda il 27 maggio 1999 Cinquant'anni di insabbiamenti. Giustolisi continuò ad indagare e pubblicò il 9 novembre 2000 l'articolo L'armadio della vergogna, espressione con cui viene definita la vicenda dell'occultamento. In un saggio di approfondimento pubblicato dalla rivista MicroMega, Gli scheletri nell'armadio, Franco Giustolisi analizzò le motivazioni dell'occultamento indicando nella ragion di Stato tale comportamento omissivo e pubblicando il carteggio tra il ministro degli esteri Gaetano Martino ed il ministro della difesa Paolo Emilio Taviani che confermavano queste ipotesi.

### Le indagini successive
In seguito alle inchieste di Giustolisi, grazie al forte impegno delle comunità locali e dell'associazionismo vicino alle vittime delle stragi nazifasciste, ci fu grande attenzione e interessamento all'avvenimento da parte dell'opinione pubblica. Il Consiglio della magistratura militare con una relazione finale nel 1999 e poi la II Commissione Giustizia della Camera dei deputati nel 2001 ravvisarono nella gestione dei fascicoli delle anomalie, spiegate da entrambi gli organi con presumibili pressioni della politica per impedire l'azione giudiziaria contro i responsabili tedeschi «per motivi di opportunità politica, in un certo senso una superiore ragione di stato».

### La commissione parlamentare d'inchiesta
Sulla questione fu poi istituita, con legge 15 maggio 2003, n. 107 su iniziativa parlamentare del deputato Carlo Carli ed altri, una Commissione parlamentare di inchiesta sulle cause dell'occultamento di fascicoli relativi a crimini nazifascisti, presieduta da Flavio Tanzilli, all'epoca esponente dell'UDC. La Commissione operò dall'ottobre 2003 fino alla primavera del 2006 raccogliendo una mole ragguardevole di documenti, circa 80.000, e interrogando più di trenta militari, giornalisti e politici. Una certa risonanza ebbero le audizioni di Giulio Andreotti e di Oscar Luigi Scalfaro. Come ricostruito dal ricercatore Alessandro Borri, la Commissione si concentrò su tre temi:
1. la cosiddetta "pista atlantica", secondo cui i processi contro i responsabili tedeschi sarebbero stati fermati per mantenere buoni rapporti con la Repubblica Federale di Germania (Germania Ovest), che nel periodo della guerra fredda stava assumendo un ruolo di argine all'avanzata culturale e politica sovietica;
2. la cosiddetta "pista jugoslava", già anticipata dagli studi degli storici Klinkhammer e Focardi, secondo cui sarebbe prevalsa una linea dilatoria nei confronti degli imputati tedeschi, per salvare i soldati italiani accusati di violenze in Albania, Jugoslavia, Grecia ed Etiopia;
3. la cosiddetta "pista dei servizi segreti", a dimostrare il legame fra immunità e attività svolta da ex nazisti e fascisti all'interno dei servizi segreti occidentali.

La Commissione inoltre chiarì le modalità del ritrovamento, avvenuto in un locale posto in un ammezzato di Palazzo Cesi, in un armadio e su una scaffalatura; e ricostruì la complessa gestione dei fascicoli: una parte di 260 fascicoli fu inviata ai tribunali ordinari nell'immediato dopoguerra, un'altra di 695 fascicoli fu chiusa con il dispositivo di "archiviazione provvisoria" nel 1960, un'altra ancora composta da circa 1250 fascicoli fu inviata alle varie procure militari territorialmente competenti.
Il lavoro della Commissione non portò ad una relazione condivisa. Al termine delle attività sono emersi due orientamenti profondamente differenti: la relazione di maggioranza, a firma di Enzo Raisi, ha sottolineato come manchi il documento probante l'ingerenza politica e/o dei servizi segreti sulla magistratura militare, mentre la relazione di minoranza, a firma di Carlo Carli, «si è posta in linea di continuità rispetto alle indagini precedenti del Consiglio della magistratura militare e della Commissione Giustizia della Camera, cercando di precisare in che modo la “ragion di stato” e il contesto internazionale abbiano influenzato l'azione penale contro i criminali tedeschi».

### Le pubblicazioni postume e la desecretazione
Nel 2004 Giustolisi pubblicò un libro proprio con il titolo  L'Armadio della vergogna in cui analizzava parte della documentazione occultata. La presidente della Camera, Laura Boldrini, ha annunciato il 15 febbraio 2016 la disponibilità della documentazione reperita dalla Commissione Parlamentare d'inchiesta (2003-2006) sul sito della Camera dei Deputati.
In una puntata dedicata della trasmissione Rai, La Storia siamo noi dedicata alla vicenda, Giustolisi raccontò l'intera vicenda dell'occultamento dei fascicoli processuali.

## I contenuti dell'armadio e il giudizio degli storici
Si tratta di materiale documentale — per lo più relativo ad attività istruttoria — che era stato raccolto dalla Procura generale del Tribunale supremo militare, incaricato dal Consiglio dei Ministri.
All'interno dell'armadio emersero fascicoli sulle più importanti stragi del periodo bellico, fra le quali l'eccidio di Sant'Anna di Stazzema, l'eccidio delle Fosse Ardeatine, la strage di Marzabotto, gli eccidi di Monchio e Cervarolo, di Capistrello, di Coriza, di Lero, di Scarpanto, la strage del Duomo di San Miniato e gli eccidi dell'alto Reno.
Alcuni importanti storici della Shoah e specialisti delle stragi naziste e fasciste hanno espresso giudizi positivi su questa importante "fonte storica" messa in parte online. Anna Foa rileva che «il fatto che questo materiale sia online è estremamente positivo», Lutz Klinkhammer la definisce «un’operazione di trasparenza molto lodevole», Mario Avagliano fa notare che «oggi, nel nome della trasparenza, viene fatto un nuovo passo in avanti». Lo storico Marcello Pezzetti, uno dei maggiori esponenti della Shoah memorialistica, è d'altronde meno entusiasta e critica il "tempismo" del ritrovamento e pubblicazione della fonte, ha affermato che «La pubblicazione ha ormai valore soltanto per gli storici e lascia per questo molta tristezza. Insieme a una domanda: quanti criminali sarebbero stati condannati se questo materiale fosse stato divulgato ben prima?» Tale rammarico, fa notare «è che abbiamo impedito alla giustizia tedesca di fare il suo corso». Riguardo invece al materiale online fino al 2016, Pezzetti afferma che «non tocchi più di tanto la costruzione che è stata fatta delle diverse vicende belliche».